# Gasparia dentata
Gasparia dentata är en spindelart som beskrevs av Forster 1970. Gasparia dentata ingår i släktet Gasparia och familjen Desidae. Inga underarter finns listade i Catalogue of Life.